# Lenne (Schmallenberg)
Lenne ist ein Ortsteil der Stadt Schmallenberg in Nordrhein-Westfalen.

## Geografie

### Lage
Das Dorf liegt rund drei Kilometer westlich von Fleckenberg und etwa einen Kilometer südlich von Harbecke. Durch den Ort führt die Bundesstraße 236. Im Dorf fließt der Bach Uentrop aus dem Uentroptal kommend in die Lenne. Um Lenne liegt das Landschaftsschutzgebiet Ortsrandlage und Restgrünland um Lenne.

### Nachbarorte
Angrenzende Orte sind Fleckenberg, Wulwesort, Hundesossen, Milchenbach und Harbecke.

## Geschichte

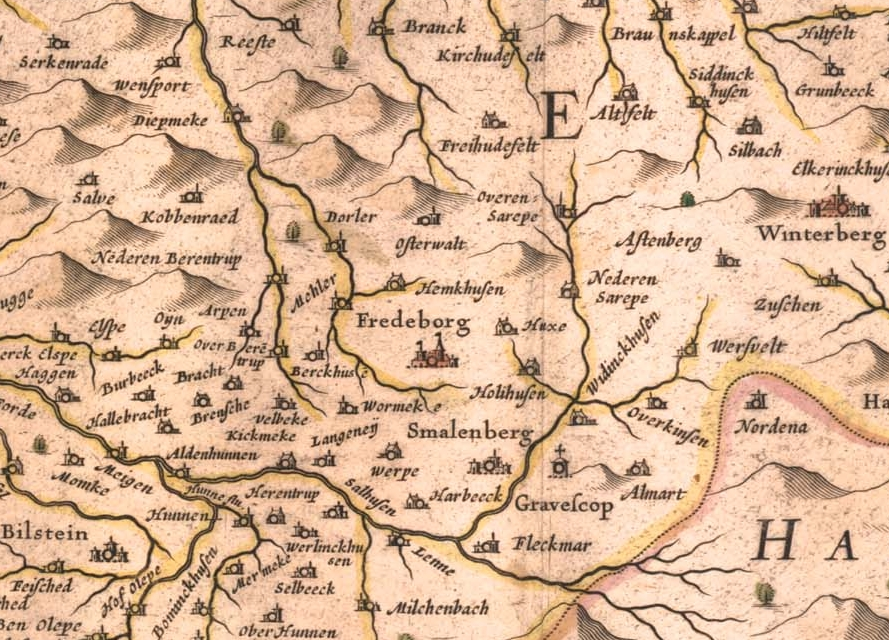
Lenne 1645, Westphalia Ducatus

1072 wird der Name „Leno“ zum ersten Mal in einer Urkunde des Klosters Grafschaft erwähnt. Rund 150 Jahre später, 1221, wird die Lenner Dorfkapelle St. Vincentius erstmals genannt. Aus einem Protokoll von 1614 des Pfarrarchivs Lenne geht hervor, dass der Hof Wechter in Werpe mit seinen „Zubehorungen“ ein Erbgut der Kirche in Lenne ist. Dieses Gut „hat einer gt. Henricus Plebanus in Grafschafft & Lenna, der Capellen zu Lenna gegeben nach ausweisung eines Documenti anno 1221 datirt. Hiervon gibt der Colonus jaerl. zu Pacht 3 Pfd. wachs“. Noch bis zum Jahr 1870 bezog die Pfarrkirche in Lenne von diesem Hof in Werpe den Wachszins von drei Pfund Wachs. Im Verlauf des 13. Jahrhunderts hat sich die Trennung von Grafschaft und Lenne vollzogen, denn Lenne ist ab hier schon eine selbstständige Pfarrei.
Im Jahr 1645 wurde Lenne auf der Karte Westphalia Ducatus kartografisch erfasst. 1817 leben in der 16,7 km² großen Gemeinde Lenne (bestehend aus den Orten Lenne, Milchenbach und Hundesossen) 390 Einwohner. Von 1834 bis 1836 wird die Brücke über die Lenne gebaut. 1843 wird Lenne in das neue Amt Kirchhundem eingegliedert. Im Rahmen der kommunalen Neugliederung wird die Gemeinde Lenne am 1. Januar 1975 aufgeteilt. Lenne und Hundesossen werden der Stadt Schmallenberg zugeordnet. Milchenbach wird in die Stadt Lennestadt eingegliedert. Im selben Jahr wird die Lenner Grundschule geschlossen. 1998 gewinnt Lenne in dem Bundeswettbewerb „Unser Dorf soll schöner werden“ Bundessilber.

### Einwohnerentwicklung
| Jahr | Einwohner |
| ---- | --------- |
| 1817 | 390       |
| 1871 | 422       |
| 1895 | 503       |
| 1910 | 470       |
| 1925 | 570       |
| 1961 | 688       |
| 1970 | 690       |
| 1974 | 692       |

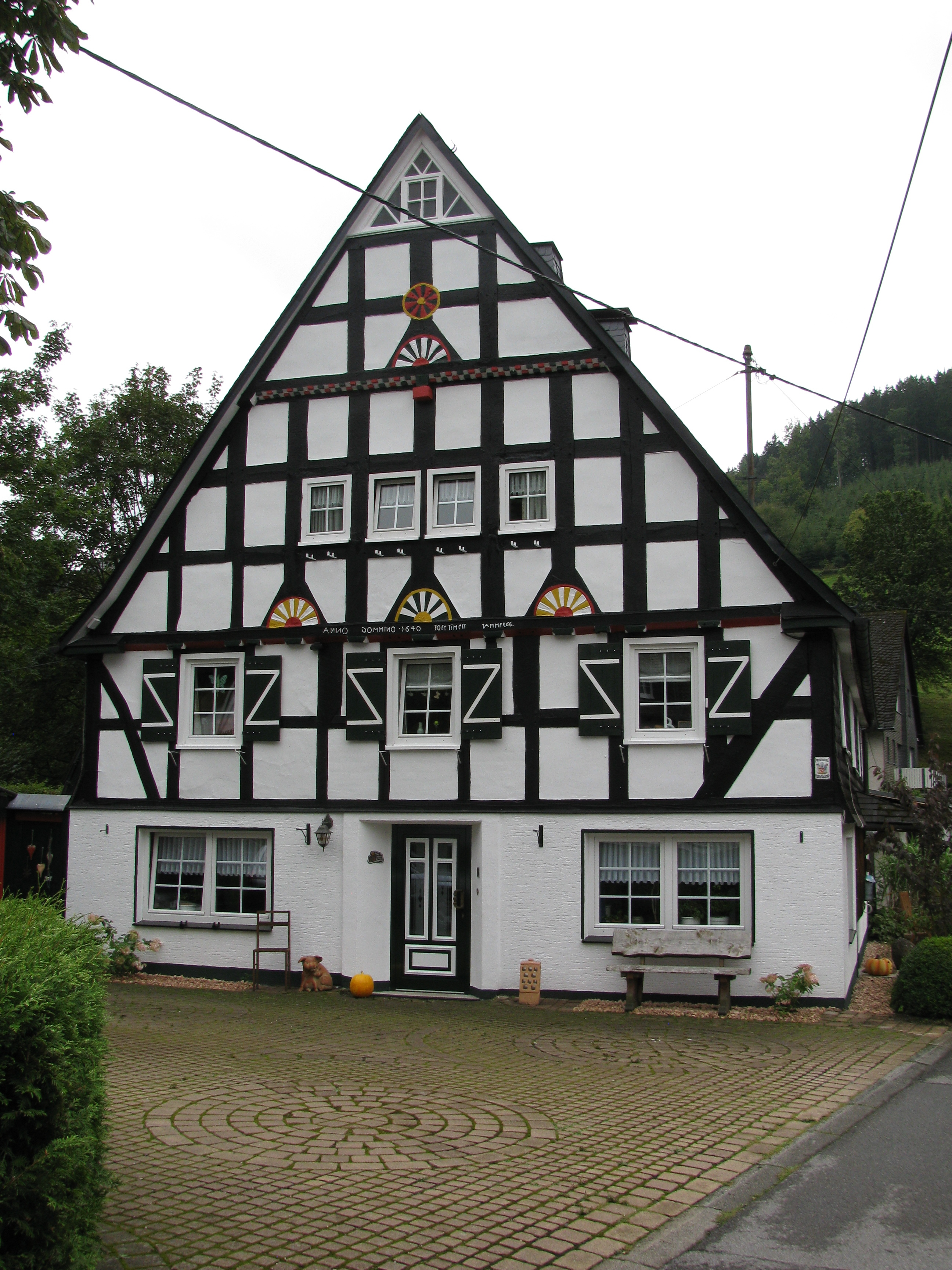
Fachwerkhaus am Gartenweg

Einwohnerstatistik des nach Schmallenberg umgegliederten Teils der Gemeinde Lenne (Lenne und Hundesossen) 1961–1974 mit der Vergleichsangabe für 2012:
| Jahr | Einwohner |
| ---- | --------- |
| 1961 | 477       |
| 1970 | 474       |
| 1974 | 478       |
| 2012 | 396       |

Der Ortsteil Lenne hatte zum Ende des Jahres 2023 376 Einwohner mit Hauptwohnsitz und 12 Einwohner mit Nebenwohnsitz.

## Religion

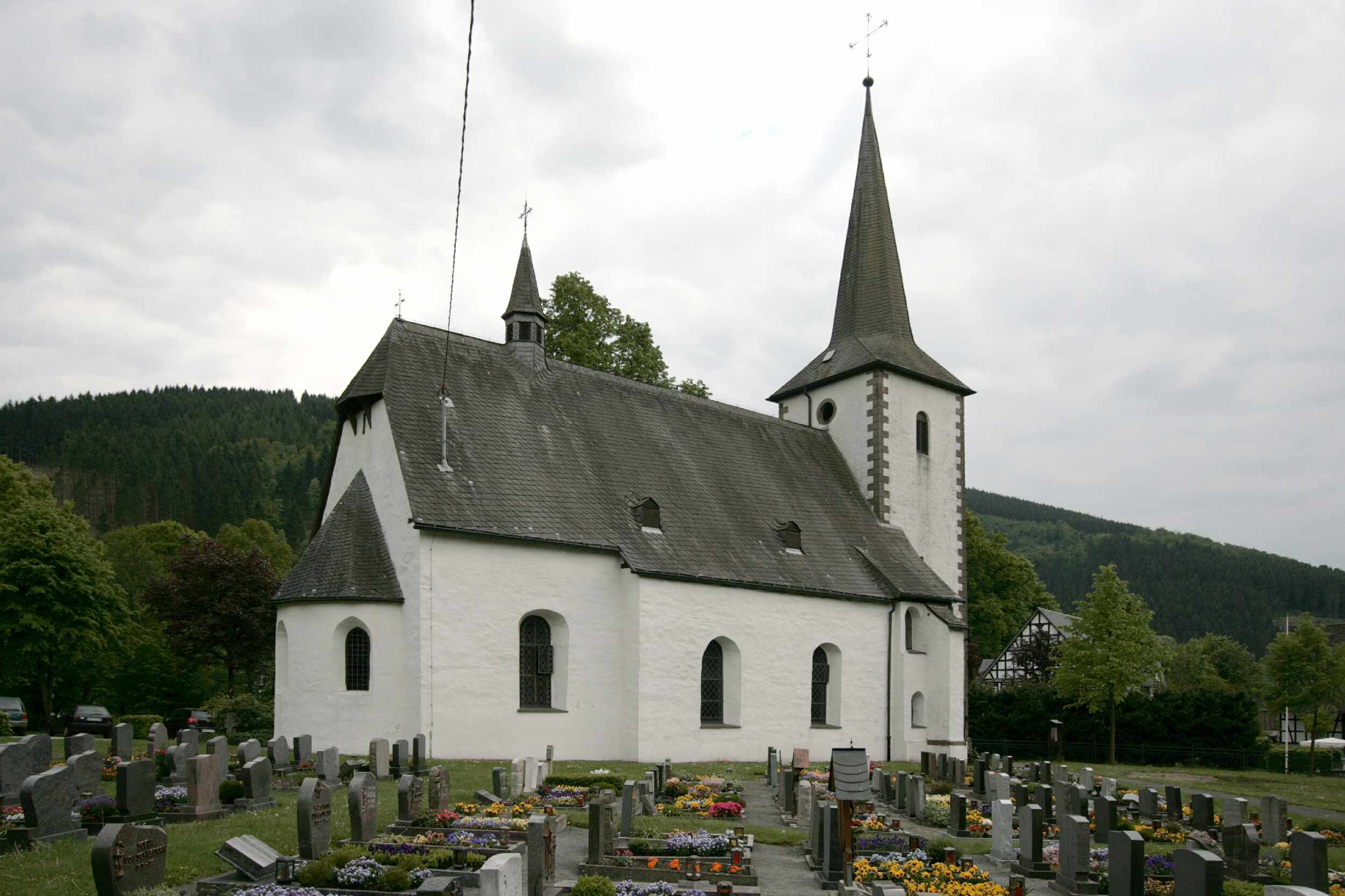
Pfarrkirche St. Vincentius

Die heutige Pfarrkirche St. Vincentius, ein kleiner einschiffiger Bau mit eingezogenem Chor und daran anschließender Apsis und einem Westturm, bestand ursprünglich nur aus zwei Jochen, welche im 14. Jahrhundert um die Apsis erweitert worden ist. Der Westturm und das Emporenjoch sind erst im Zeitalter des Barock im Jahre 1756 angefügt worden, wofür der mittelalterliche Vorgängerturm weichen musste. Bei Renovierungsarbeiten in den Jahren von 1961 bis 1963 wurden große Teile der Ausmalung und Reste jüngerer Malereien wieder sichtbar gemacht. Die Gewölbe sind mit symbolischen Lebensbäumen mit einzelnen Sternen verziert. Die Kanzel und die beiden Seitenaltäre zeigen eindeutig die Handschrift des Bildschnitzers Johann Sasse aus Attendorn.

## Sehenswürdigkeiten

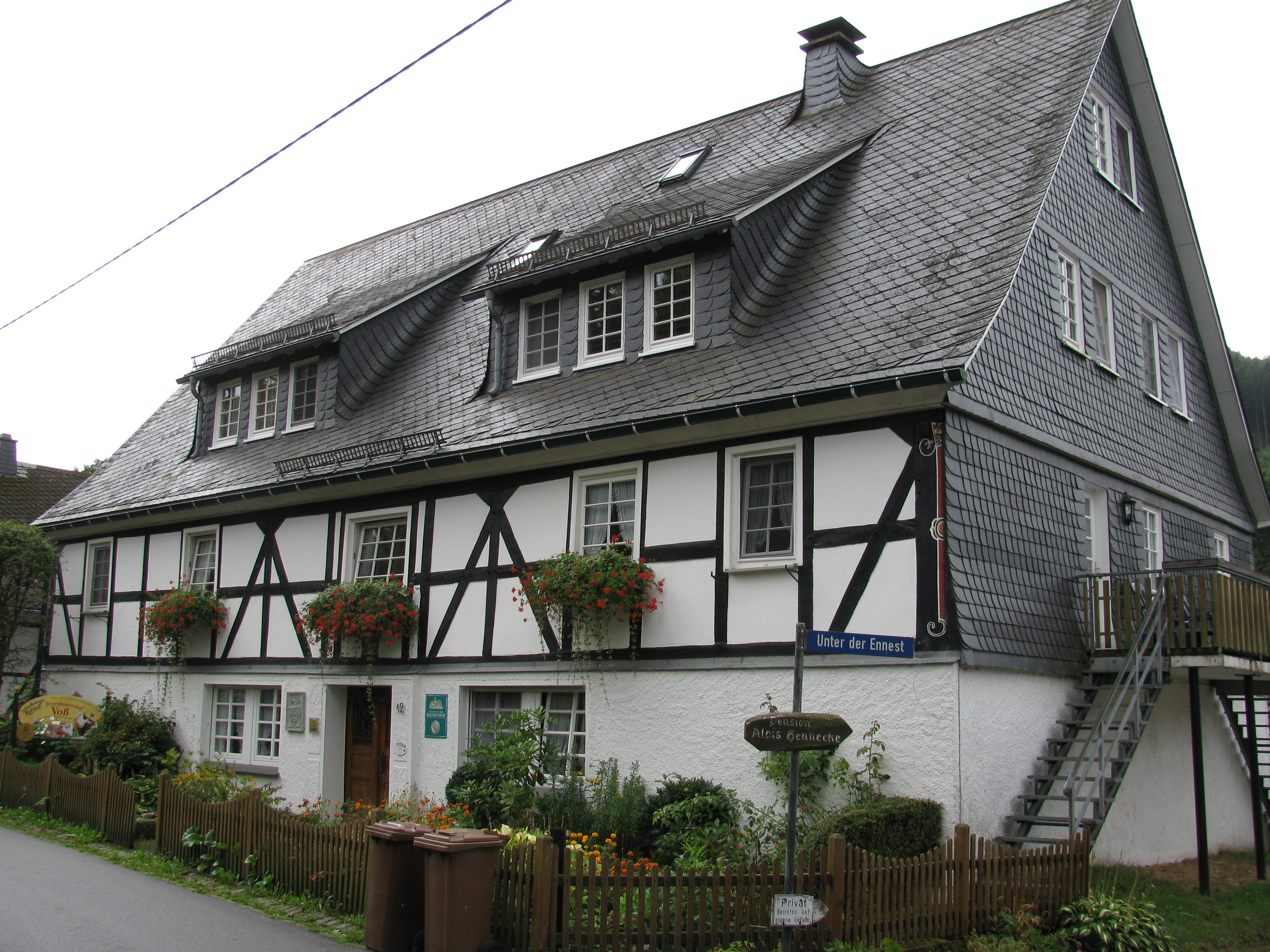
Denkmalgeschütztes Fachwerkhaus, Uentropstraße 12

Im Schmallenberger Stadtgebiet gibt es 185 Baudenkmale. In Lenne sind neben der denkmalgeschützten Pfarrkirche St. Vincentius auch zwei Fachwerkhäuser in der Uentropstraße denkmalgeschützt.

## Vereine

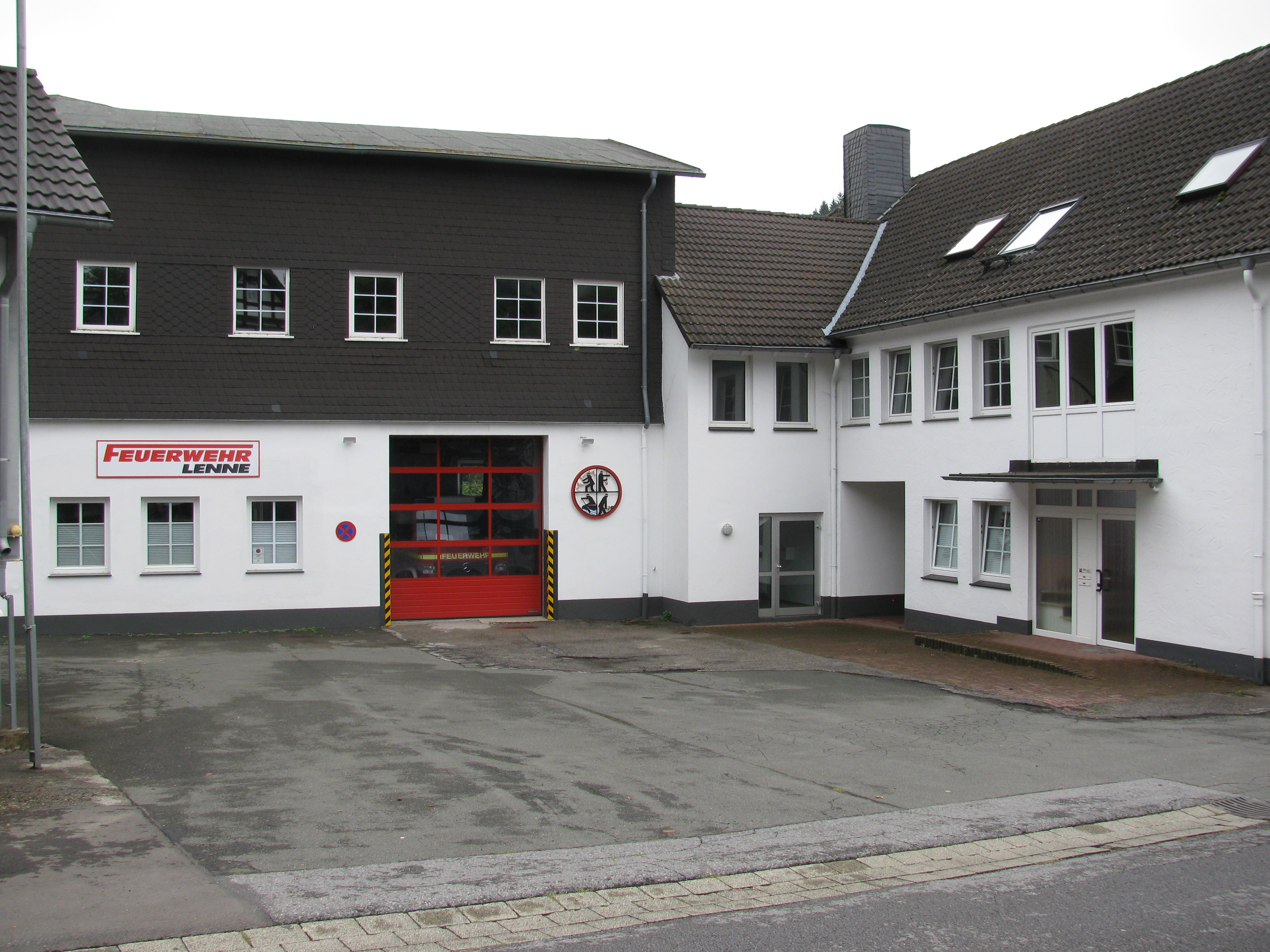
Feuerwehrhaus im Ort

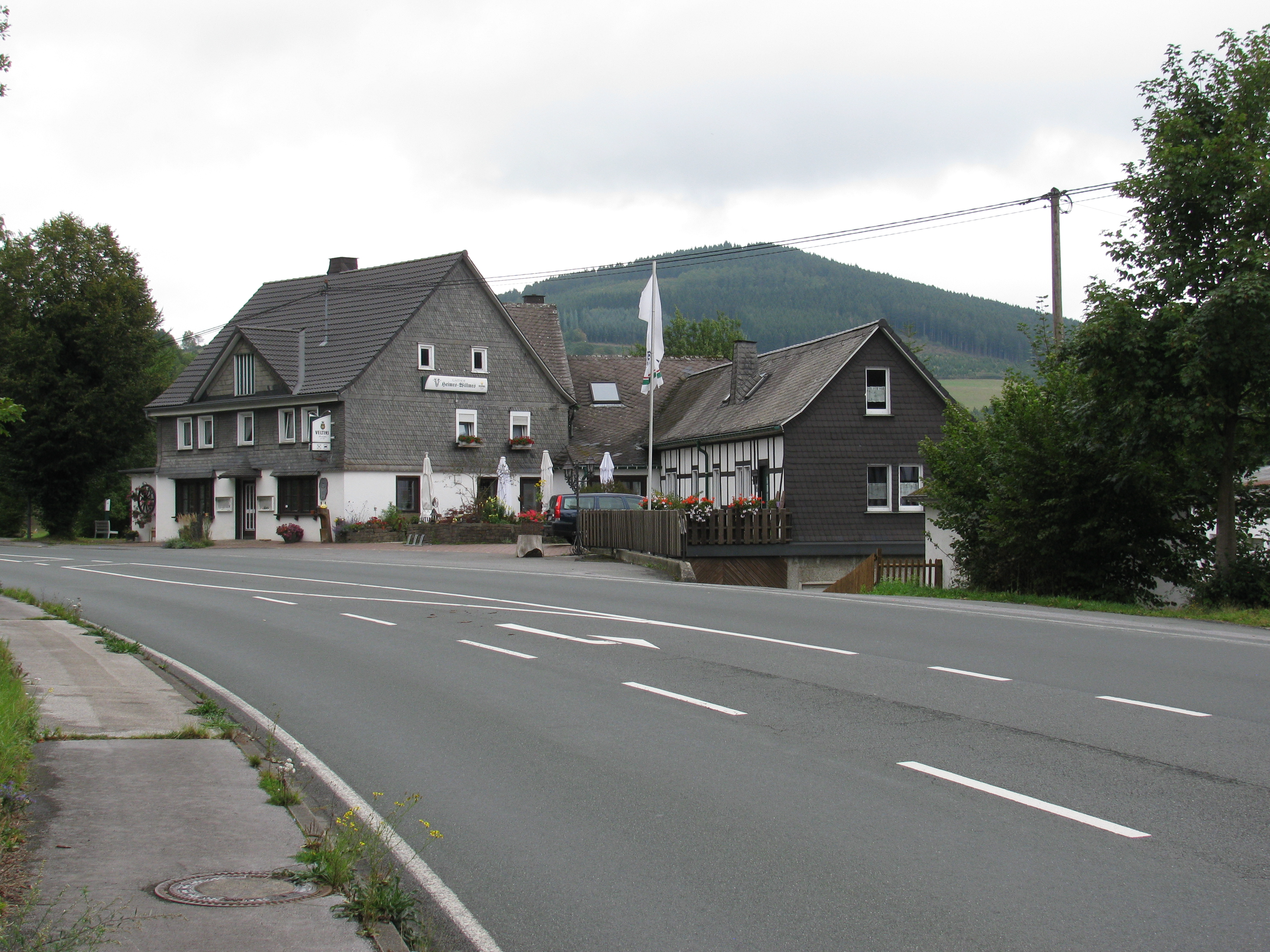
Ehemaliger Gasthof Heimes-Willmes, Inhaber Familie Viehl, an der Bundesstraße B236.

In dem Ortsteil gibt es mehrere Vereine. Der MGV Unitas Lenne wurde 1898 gegründet. Er war 2005 und 2010 Meisterchor des Sängerbundes Nordrhein-Westfalen. Zudem sind der Heimat- und Verkehrsverein Lenne e. V., der Jugendförderverein e. V., der Schießsportverein Lenne e. V., der Schützenverein 1889 Lenne e. V., der Theaterverein Einigkeit Lenne, die Löschgruppe Lenne der Freiwilligen Feuerwehr und der Jagdhornbläsercorps Rothaargebirge-Lenne sowie die Katholische Frauengemeinschaft St. Vincentius im Ort ansässig. Der 1920 gegründete Tambourcorps Lenne stellte im Jahr 2017 seinen Spielbetrieb ein und gab 2018 seine Auflösung bekannt.
Anfang 2024 wurde die St. Vincentius Begegnungsstätte, im Pfarrheim direkt neben der Kirche, nach umfangreichen Umbaumaßnahmen in Betrieb genommen. Aufgrund der Schließung der letzten Gastwirtschaft Heimes-Willmes, im Jahre 2021, besteht diese Räumlichkeit nun, um von den Dorfvereinen bzw. Dorfbewohnern, für verschiedene Veranstaltungen genutzt zu werden.
Die Kirche St. Vincentius ist seit dem Jahr 2023 eine Radwegekirche. Da diese am Sauerländer Radring liegt, besteht hier die Möglichkeit hinter der Begegnungsstätte sein E-Bike aufzuladen oder auch die sanitären Anlagen zu nutzen.

## Verkehr
Der Haltepunkt Lenne (Kr Olpe) lag an der Bahnstrecke Altenhundem–Wenholthausen. Der Personenverkehr wurde 1964 eingestellt. Inzwischen ist die Strecke stillgelegt und wird zum Radweg umgebaut.

## Persönlichkeiten
- Reinhard J. Voß (* 1949), deutscher Historiker und Autor.